# Emilia-Romagna zászlaja
Emilia-Romagna zászlaját 1989. december 15-én fogadták el. A fehér színű zászló közepén egy négyzetben a régió stilizált, zöld színű ábrája látható. Az ábra alatt, attól keskeny vörös sávval elválasztva a régió szintén zöld színű neve olvasható. A zászló oldalainak aránya 2:3.